# Тодымваж
Тодымваж — упразднённая деревня в Горномарийском районе Марий Эл Российской Федерации. Входила в состав Емешевского сельского поселения. В 2023 году включена в состав деревни Запольные Пертнуры.
Численность населения — 61 чел. (2015 год).

## География
Располагается в 4,5 км от административного центра сельского поселения — села Емешево. Рядом находятся деревни Заовражные Пертнуры, Запольные Пертнуры и с. Пертнуры.

## История
Деревня была основана в середине 1920-х годов крестьянами из соседних селений. В годы коллективизации жители организовали колхоз «Трактор».

## Население
| 2002 | 2010 | 2013 | 2014 | 2015 |
| ---- | ---- | ---- | ---- | ---- |
| 78   | ↘53  | ↗59  | ↗60  | ↗61  |